# Terceiro Concílio de Éfeso
O Terceiro Concílio de Éfeso foi realizado na cidade de Éfeso, na Anatólia, em 475. Foi presidido pelo Papa Timóteo II de Alexandria, e também contou com a presença de Pedro, o Fulão, então Patriarca de Antioquia, e Paulo, o Exarca de Éfeso. Ratificou uma recente Encíclica do Imperador Basilisco, supostamente assinada por 500-700 bispos em todo o Império, que condenava o Concílio de Calcedônia e particularmente o Tomo de Leão. Este concílio constitui assim uma das mais significativas condenações sinodais de Calcedônia pelos ortodoxos orientais (Igrejas dos Três Concílios). Em resposta às acusações de alguns calcedônios que eles, os não calcedônios, haviam adotado os ensinamentos errôneos de Eutiques, os participantes de Éfeso III sumariamente anatematizaram todos os ensinamentos que comprometiam a humanidade de Cristo, mas sem qualquer menção explícita de Eutiques. Além disso, o concílio restaurou a completa autonomia do Exarcado Eclesiástico de Éfeso (correspondente à Diocese civil da Ásia), que havia sido comprometida em Calcedônia ao atribuir autoridade ao Patriarca de Constantinopla sobre a Trácia, Ponto e Ásia.